# 597 до н. е.

## Події
Цар Юдеї Йоахин здав Єрусалим вавилонянам, які обложили місто. Його місце зайняв його Седекія — ставленик Навуходоносора.